# Coccoloba guanacastensis
Coccoloba guanacastensis là một loài thực vật có hoa trong họ Rau răm. Loài này được W.C.Burger mô tả khoa học đầu tiên năm 1981.